# Gericht Heiligenstadt

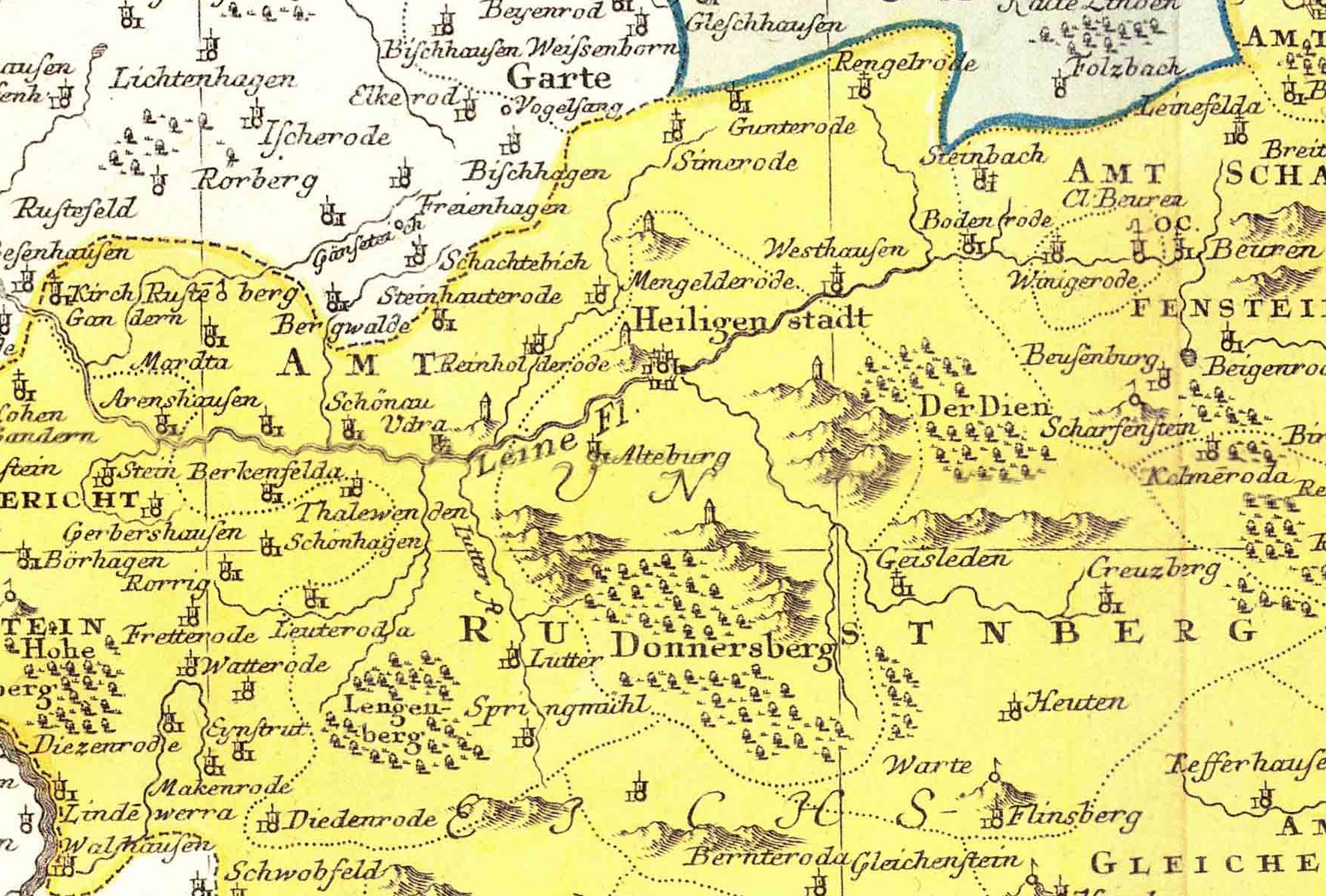
Das Stadtgericht Heiligenstadt lag inmitten des Amtes Rusteberg (auf einer Karte im Jahr 1759)

Das Gericht Heiligenstadt war ein historisches Verwaltungsgebiet in und um Heiligenstadt im kurmainzischen Eichsfeld.

## Geschichte
Das Gebiet im oberen Leinetal um Heiligenstadt kam als Teil des nördlichen Eichsfeldgaues ab dem 9. Jahrhundert schrittweise unter die Herrschaft der Erzbischöfe von Mainz. Dieser nördliche Teil gliederte sich in die Vogtei Heiligenstadt mit 16 Dörfern und das kleinere Burgamt Rusteberg. Der südliche Teil des Eichsfeldgaues blieb bis 1294 im thüringischen Einflussbereich.
In Heiligenstadt entstand aus einer fränkischen Siedlung ein Königshof, wo mehrere Kaiser weilten und Urkunden ausstellten (973 Otto II., 990 Otto III.). Um das Jahr 960 wurde an diesem Verwaltungsort bei der alten Martinskirche ein Kollegiatstift gegründet. Etwa 1022 kam die Vogtei Heiligenstadt von den Grafen von Northeim an Kurmainz. Für den sich im 11. Jahrhundert entwickelnden Marktflecken Heiligenstadt und vermutlich auch die nähere Umgebung wurden Vögte eingesetzt, sie waren für die Amtsführung und Rechtsprechung zuständig. Weltlich gehörten ursprünglich auch mehrere umliegende Ortschaften zur Vogtei, wie Mengelrode, Heuthen, Thalwenden, Kreuzebra. Im 12. Jahrhundert wurde mit der Vergrößerung des Mainzer Besitzungen im Eichsfeld und angrenzenden Thüringen und Hessen die Verwaltung auf die Burg Rusteberg verlagert und das Amt des Vizedoms geschaffen. In Heiligenstadt waren weiterhin Ministerialen eingesetzt, unter anderem einige Mitglieder der Familie von Heiligenstadt. Ebenso ist für diese Zeit eine Münzstätte in Heiligenstadt nachweisbar. Die Gerichtsbarkeit über die Dörfer gelangte erst später zum Amt Rusteberg und der Gerichtsbezirk umfasste nur noch die Stadt Heiligenstadt. Der Vogt hatte seinen Sitz in einer Kemenate in der heutigen östlichen Lindenallee.
Nach der Stadtgründung 1227 durch Erzbischof Siegried II. wurde auch ein Stadtschultheiß eingesetzt. Einen ersten schriftlichen Nachweis gibt es im Jahr 1294, erwähnt wird in der Gemarkung von Heiligenstadt für das Jahr 1299 eine Schultheißenwiese, deren Erlöse dem Schultheiß als Entlohnung dienten. Dem Schulheißen waren mehrere Schöppen zugeordnet. Die Gerichtsbarkeit in Heiligenstadt wurde daraufhin zwischen dem Vogt und dem Schultheißen vertraglich aufgeteilt. Um die Position des Stadtschultheißen zu stärken, wollte Kurmainz die Vogtei einziehen lassen. Dies gelang nur erschwert, da die Vogtei an verschiedene adlige Familien (Grafen von Lutterberg, Herren von Geisleden, Kindehausen, Bodenhausen) vergeben war. Bis 1335 sind noch Vögte nachgewiesen. Darüber hinaus besaß das St. Martinstift in Heiligenstadt mit seinen Privilegien bedeutenden Einfluss auf die Stadt.
Die Brüder Hug und Johann von Geisleden verkaufen 1341 dem Erzbischof Heinrich von Mainz ihren Anteil an der Vogtei zu Heiligenstadt: die Altstadt und die Dörfer Geisleden, Heuthen, Kreuzebra, Flinsberg, Uder, Neuseesen, Wenigen Lutra, Steinheuterode, Lenterode, Thalwenden, Birkenfelde, Schachtebich, Rengelrode, Mengelrode, Siemerode und Glasehausen, sowie über die Wüstungen Griesbach und Grimelbach, und über einzelne Leute zu Kirchberg. Zum Amtsbezirk kamen später noch hinzu: Glasehausen (ursprünglich im Liesgau), Westhausen (1548) mit Günterode und als letztes Reinholterode.
Nicht zum Amtsbezirk gehörten die zu den Burgmannssitzen des Rusteberges gehörigen Orte Marth, Bülzinglöwen (Bischhagen und Schönau), Bodenhausen (Rohrberg, Freienhagen, Rotenbach (später Streitholz)), Plessen (Gänseteich, Lentershagen, Wüstung Rore und Burgwalde), Plessen (Rustenfelde) und Hanstein (Kirchgandern). Die im Werratal und Walsetal gelegenen Dörfer gehörten in der ursprünglichen Germarmark als Fuldaische Lehensdörfer den Hansteinern.
Nach 1525 saß der Schultheiß auch im Stadtrat, ohne sein Wissen durfte nicht verhandelt werden. Gericht wurde im Rathaus oder auf der Straße gehalten, die Hinrichtungsstätte befand sich auf dem Galgenberg nordwestlich der Stadt. Ende des 18. Jahrhunderts setzte sich das Stadtgericht aus folgenden Personen zusammen: dem Präses in Person des Schultheißen, Assessoren, dem Actuarius und dem Pedell.
Nach der Inbesitznahme des Eichsfeldes durch das Königreich Preußen wurde das Eichsfeld in zwei Landkreise geteilt, Heiligenstadt wurde Sitz für den preußischen Landrat des Oberkreises. Während der französisch-westphälischen Besetzung war Heiligenstadt Sitz des Distriktes und Kantons Heiligenstadt innerhalb des Departement des Harzes. Nachdem das Obereichsfeld endgültig zu Preußen gekommen war, entstand der Landkreis Heiligenstadt.

## Gerichtswesen
Zu welcher Gaugrafschaft im frühen Mittelalter das Gebiet des späteren Amtes Rusteberg mit Heiligenstadt gehörte und welche Gaugrafen die Gerichtsbarkeit ausübten, ist nicht genau bekannt (Dinggericht). 1022 liegt Geisleden in der Grafschaft des Grafen Wilhelm von Weimar, der auch Gaugraf im Eichsfeldgau war. Nach dem Heiligenstadt unter die Herrschaft von Kurmainz kam, gab es hier zwei Gerichte:
- als ältestes Gericht die Vogtei (Vogtsding), welches später durch die Vitzdome des Rusteberges ausgeübt wurde (Vitztumsding)
- mit Stadtgründung das Schultheißengericht (mit 7 oder 12 Schöffen) zunächst nur in der Neustadt, später in der ganzen Stadt.

Berufungsinstanz war das Vicedomgericht auf dem Rusteberg und das höchste Berufungsgericht war der Erzbischof von Mainz, wenn er im Eichsfeld weilte. Das St. Martinstift unterstand nicht der allgemeinen Rechtsprechung, sondern verfügte mit dem Stiftsvogt über eine eigene Gerichtsbarkeit. Neben den traditionellen Volksrecht und den Verordnungen der Erzbischöfe ist seit 1335 die Willkür als städtische Rechtsordnung bekannt. Über 160 Artikel regelten die Rechtsprechung, die Ratswahl, die Handwerksordnung, Zoll und weitere Belange der Stadt. Ende des 14. Jahrhunderts wurde die zweite Gesetzesverordnung der Stadt, das Einwort eingeführt, auf das die Ratsherren schwören mussten. Das Einwort wurde über mehrere Jahrhunderte angewendet und Anfang des 17. Jahrhunderts nochmals erweitert. Weitere Verordnungen in der Stadt waren die Schlachtordnung (1555), die Brauordnung (1556), die Hochzeits- und Kindtaufenordnung und die Tagelöhnerordnung (1619).
Die genauen Gerichtsorte in der Heiligenstädter Altstadt und Rusteberg sind nicht bekannt. Weitere Gerichtsorte befanden sich in der Wüstung Friedrichshausen, Westhausen (derer von Westhausen, später der Rusteberger Vogt), Reinholterode (mehrere Adelsgeschlechter, ab 1670 ein Gesamtgericht), Schachtebich (von Hanstein), Glasehausen (von Bültzingslöwen), Rohrberg (von Bodenhausen), Birkenfelde (von Linsingen), Gerbershausen/Wahlhausen (von Hanstein, 1815 Patrimonialgericht).
Heiligenstadt war ab dem 16. Jahrhundert auch Ort des Landgerichts für das Amt Rusteberg und ab 1540 des kurfürstlichen Oberlandgerichtes. Das geistliche Gericht des Stiftes mit dem Archidiakon an der Spitze wurde an das Bischöfliches Kommissariat des Eichsfeldes in Heiligenstadt bzw. Duderstadt abgegeben.
Der Pranger mit kleinem Galgen, Pfählen, Halseisen und weiteren Folterwerkzeugen befand um 1800 beim neuen Rathaus. Die Richtstätte der Stadt Heiligenstadt befand sich auf dem Galgenhügel, einer 325 m hohen Erhebung am heutigen nordwestlichen Stadtrand. Im Jahr 1836 fand hier die letzte Hinrichtung statt, danach noch bis 1856 im Gefängnis von Heiligenstadt. Die Anhöhe hinauf in Richtung Galgenberg und die Straße in Richtung Göttingen heißen noch heute Richteberg. Auf dem Galgenhügel soll ein Wartturm gestanden haben, die sogenannte Hungrabenwarte, welche auch auf alten Karten verzeichnet ist.

## Vögte
Folgende mainzische Vögte sind in Heiligenstadt nachgewiesen, zunächst für das Gebiet des Bezirkes Heiligenstadt, später nur noch des Stadtgebietes:
- 1070 Eschenbold
- 1083 Hegilhard, macht eine Schenkung an die Kirche zu Heiligenstadt[11]
- 1139 Helmvicus (vermutlich aus der Familie derer von Hanstein)
- 2. Hälfte des 12. Jahrhunderts Herzog Heinrich der Löwe
- 1305 Graf Heinrich von Waldeck als Offiziat[12]
- 1315 Graf Otto von Lutterberg und Hildebrand von Hardenberg[13] (Grafen von Lutterberg 1314 bis 1374, verlehnen die Einkünfte der Vogtei an die Herren von Geisleden)
- 1341 Hugo und Johann von Geisleden, verkaufen ihren Anteil der Vogtei an Erzbischof Heinrich von Mainz[14] und Wedekind von Geisleden verkauft 1373 seinen Anteil an die Stadt, danach verschwindet das Amt des Vogtes in Heiligenstadt

sowie weitere Ministerialen:
- 1123, 1135 Arnold von Heiligenstadt
- 1135, 1139 Hugo von Heiligenstadt
- 1144 (minor) Hugo von Heiligenstadt.

## Kurmainzer Stadtschultheiße in Heiligenstadt

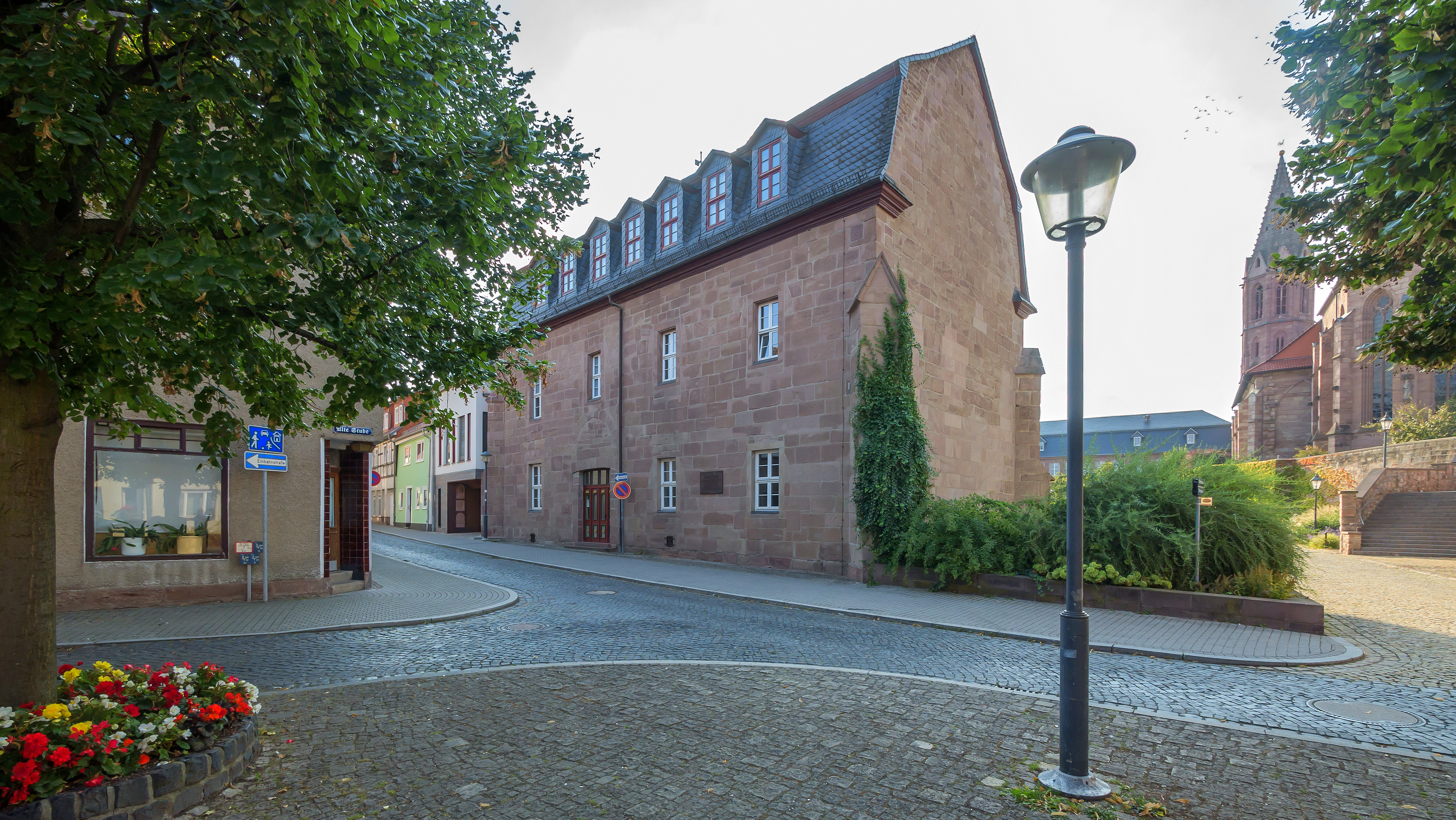
Unter anderem fanden auch im Alten Rathaus in Heiligenstadt die Gerichtsverhandlungen statt

Folgende Schultheiße sind nachgewiesen:
- 1323 Goswin (wahrscheinlich Schultheiß in Heiligenstadt gemeint)[17]
- vor 1460 Conrad Kirchen
- 1466 Albrecht Olenbutt
- 1528 Caspar von der Aue
- 1533 Liborius Herst
- 1551 Hans Herst
- 1555–1572 Hans Karl
- 1583–1590 Johann Wiskemann
- 1591–1611 Remmert von Horn
- 1613–1654 Johann Zwehl
- 1654–1669 Johann Gerard Dresanus
- 1669–1707 Johann Christoph von Zwehl
- 1707–1739 Bertram Rudolf von Kaisenberg
- 1739–1747 Anselm Franz v. Kaisenberg
- 1747–1777 Franz Wenzel v. Kaisenberg
- 1777–1786 Lorenz Henning von Geismar
- 1786–1796 Josef Kellner
- 1796–1803 Josef Goßwin Schraut

## Bürgermeister
- 1316 Goswin[18]
- 1505 Caspar von der Aue (derselbe wie oben?)[19]
- 1530 Johann von der Aue

## Heiligenstädter Landwehr

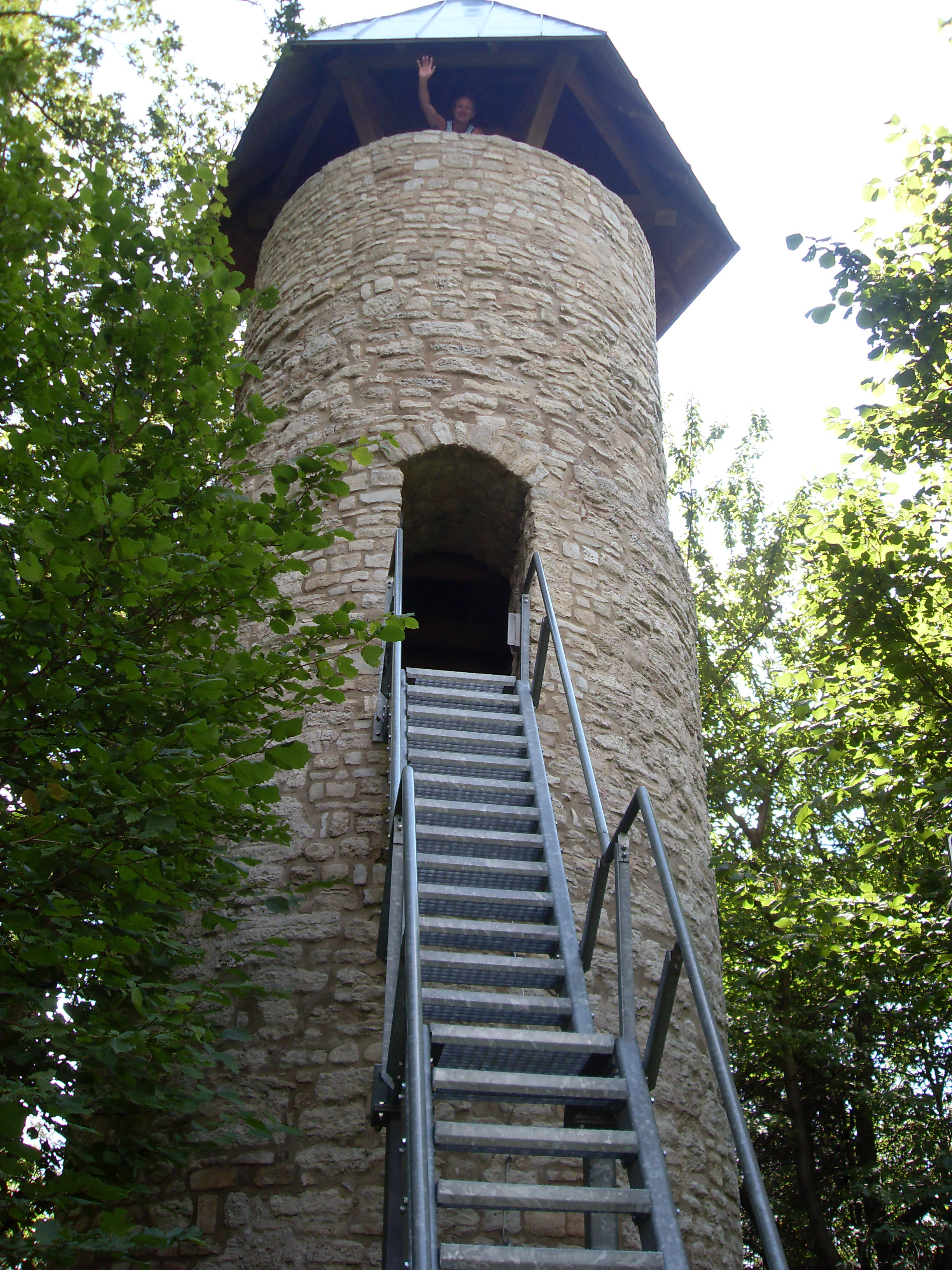
Die Ibergwarte südöstlich von Heiligenstadt

Die Stadt selbst war nach Verleihung der Stadtrechte mit einem Graben umgeben worden, die der Vogt vom Rusteberg auf Anordnung des Kurfürsten errichten musste. Anschließend wurde mit dem Bau der Stadtmauer begonnen, die im Westen, Norden und Osten doppelt ausgeführt wurde. 
Das historische Stadtgebiet entspricht im Wesentlichen noch den heutigen Gemarkungsgrenzen von Heiligenstadt. Die Grenzen wurden mit Grenzsteinen markiert, von denen noch einige erhalten sind. Zum Schutz der Feldflur war bereits im 13. Jahrhundert eine Landwehr angelegt worden. Sie verlief vom Steilhang des Dün nach Norden bis nach Günterode, dann in westliche Richtung an Mengelrode und Rengelrode vorbei und in südlicher Richtung bis zum Steilhang der Elisabethhöhe. Nach Süden war die Stadt durch den Iberg geschützt. Ab dem 14. Jahrhundert wurden an strategischen Positionen mindestens 5 Warttürme (Ibergwarte, Dünwarte, Rengelröder Warte, Fegebankswarte, Hungrabenwarte und Köterwarte (?)) errichtet, von denen noch zwei teilweise erhalten sind. Die Warttürme waren vom Wächter auf dem Turm der St. Marienkirche gut zu sehen und Feinde konnten rechtzeitig gemeldet werden. Die Heiligenstädter Landwehr stand darüber hinaus in Verbindung mit der Flinsberger Warte auf dem Warteberg und der Lenteröder Warte bei Wüstheuterode.
Die Fegebankswarte (oder auch Beberwarte) auf dem Beberberg bei Mengelrode war zeitweise Versammlungsort der Landstände des Eichsfeldes. Ihren Namen hat sie von den mit Gittern eingefassten Bänken, auf welchen beim Landgericht der Richter und die Schöffen, und beim Landtage wahrscheinlich die Stände saßen. Die Warte wurde 1822 abgerissen, übriggeblieben ist nur noch ein kleiner Schutthügel. 1928 wurde ein Gedenkstein zur Erinnerung aufgestellt und 1978 schließlich noch ein trigonometrischer Punkt. Angrenzend an die ehemalige Warte findet man noch Reste einer Landwehr. Die Hungrabenwarte stand bei der Richtstätte auf dem Galgenhügel.
Zum Schutz der Stadt waren alle männlichen Bürger verpflichtet, sie mussten eine eigene Ausrüstung besitzen, die auf den ältesten Sohn des Hauses überging. Die Verteidiger waren in Rotten eingeteilt mit dem jeweiligen Rottenmeister. Die Stadt hatte Pferde und später auch Büchsen und Geschütze zu stellen. An der Spitze stand der Stadthauptmann, meist aus adligem Hause, von denen folgende bekannt sind:
- Adrian von Zwehl (1774)
- Anselm Hirstel (1800)